# Filipa de Lencastre
Filipa de Lencastre (em inglês: Philippa of Lancaster; Leicester, c. março de 1360[b] — Odivelas, 19 de julho de 1415) foi uma princesa inglesa da Casa de Lencastre, filha de João de Gante, 1.º Duque de Lencastre, com sua mulher Branca de Lencastre. Quando tinha dezoito anos, foi-lhe atribuída a distinção inglesa da Ordem da Jarreteira, o que, anos mais tarde, contribuiria para sua imagem de rainha santa. Tornou-se rainha consorte de Portugal através do casamento com o rei D. João I, celebrado em 1387 na cidade do Porto, e acordado no âmbito da Aliança Luso-Inglesa contra o eixo França-Castela.
As rainhas de Portugal contaram, desde muito cedo, com os rendimentos de bens adquiridos na sua grande maioria por doação. D. Filipa de Lencastre recebeu de D. João I as rendas da alfândega de Lisboa e das vilas de Alenquer, Sintra, Óbidos, Alvaiázere, Torres Novas e Torres Vedras. A Crónica de el-rei D. João I, de Fernão Lopes, retrata a rainha como generosa e amada pelo povo. Os seus filhos que chegaram à idade adulta seriam lembrados como a ínclita geração, de príncipes cultos e respeitados em toda a Europa. Filipa morreu de peste bubónica nos arredores de Lisboa, poucos dias antes da partida da expedição a Ceuta. Atualmente, a tese mais aceite ressalta que ela faleceu no convento de Odivelas, conforme é possível constatar nos trabalhos de Francisco Benevides, Manuela Santos Silva e Ana Rodrigues Oliveira. Está sepultada na Capela do Fundador do Mosteiro de Santa Maria da Vitória, ao lado do seu esposo.
A Escola Secundária D. Filipa de Lencastre, em Lisboa, foi batizada em sua honra.

## Ascendência

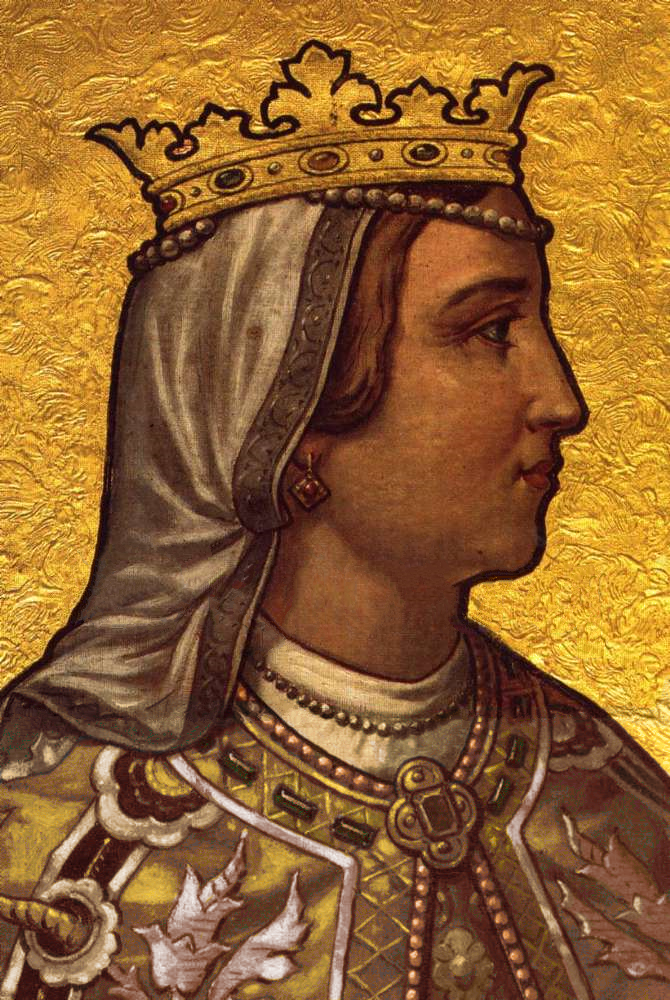
Representação do século XIX de D. Filipa, no tecto da Sala dos Reis, Quinta da Regaleira, Sintra, Portugal.

Filipa de Lencastre proveio de duas nobres famílias: a casa régia dos Plantagenetas e a dos Lencastre. Seus avós paternos eram o rei Eduardo III e a rainha Filipa de Hainault, enquanto que os maternos eram Henrique de Grosmont e Isabel de Beaumont. Seu pai, João de Gante, ao casar-se com sua mãe, Branca de Lencastre, herdou o ducado do seu sogro, juntamente com domínios e castelos por toda a Inglaterra e o Principado de Gales, conquistando, assim, maior poder e prestígio para a sua família. Filipa foi a primeira filha do casal, nascendo em março do ano posterior ao casamento. Recebeu o nome da sua avó paterna, a rainha, que também foi sua madrinha.

## Vida na Inglaterra
No que se refere ao estudo das línguas, Filipa de Lencastre foi educada à maneira nobre e aristocrática, isto é, aprendeu latim suficientemente para ler livros litúrgicos, além de francês e inglês para ler romances ou livros de instruções. Foi ensinada a agir de acordo com as virtudes mais apreciadas na época, tais como modéstia, humildade e pureza espiritual.
Quando tinha aproximadamente nove anos, vivenciou o falecimento da sua madrinha e avó paterna. Logo em seguida, sua mãe foi vítima da peste e também morreu. Filipa, então, passou aos cuidados de Catarina Swynford que viria a se tornar amante de seu pai ainda durante o segundo casamento dele com Constança, filha mais velha e herdeira de Pedro I de Castela.
Os registos de despesas de seu pai mostram que ele era generoso tanto com os seus filhos legítimos como para os membros da sua corte. Essa característica influenciaria a vida de Filipa, que também viveu sob o clima literário da corte de seu pai. Considerado um mecenas, ele foi seu principal exemplo, inspirando-a a criar o seu próprio círculo de poetas através de um grupo cortesão de leitura conhecido como "A flor e a folha". O poeta Eustache Deschamps, membro desse grupo, dedicou a Filipa um poema no qual a comparava a uma flor. Tratava-se de um reconhecimento por seu notável papel no incentivo à literatura inglesa.

## Casamento

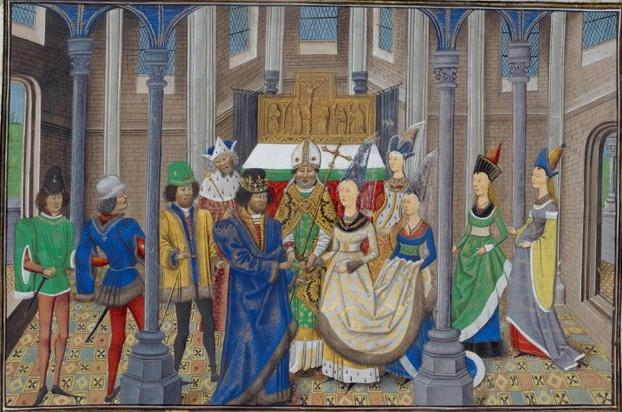
Casamento de João I e Filipa de Lencastre. Chronique de France et d' Angleterre (Jean Wavrin, século XV)

O pai de Filipa via em Portugal, conduzido por D. João I a partir de 1385, um importante aliado para os seus interesses castelhanos. O duque acreditava que, ao se casar com Constança em 1372, herdeira do rei Pedro I de Castela, eventualmente  tomaria posse do trono. Contudo, o lugar estava ocupado até 1379 por Henrique II, meio-irmão de Pedro I, e, posteriormente, por seu filho, João I de Castela. A aliança também era favorável ao rei D. João I, pois garantia apoio à independência portuguesa face a Castela. Essa conjuntura de união luso-inglesa frente ao inimigo comum, portanto, ocorria desde o reinado de Fernando I de Portugal, anterior ao de D. João I, mas ganhou maior estabilidade após o estabelecimento do Tratado de Windsor, em 1386, que vigora até os dias atuais. O casamento entre Filipa e D. João I em fevereiro de 1387 selou a aliança.
Escoltada por nobres ingleses e portugueses, Filipa foi conduzida ao Porto, onde, de acordo com a Crónica de El-Rei D. João I, foi recebida com grandes festejos. Alguns dias depois, D. João chegou à cidade e os dois puderam conversar e trocar presentes. Após o casamento, a festa continuou por mais quinze dias.

## Reinado

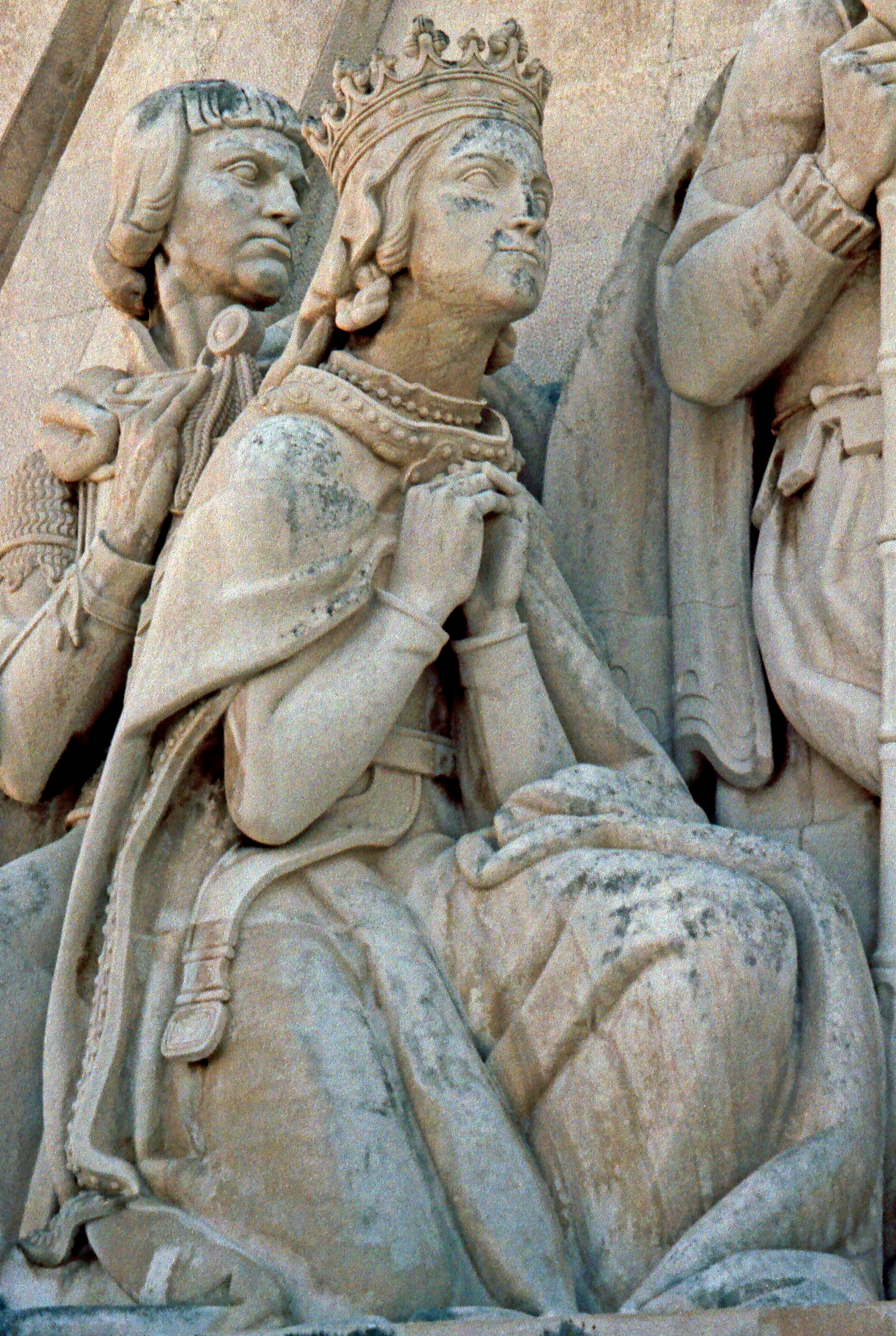
Efígie de D. Filipa de Lencastre no Padrão dos Descobrimentos, em Lisboa. A rainha é a única mulher representada no monumento.

Apesar da imagem recatada da rainha que domina o imaginário dos portugueses (essa atitude era tida como virtude no comportamento das mulheres medievais), D. Filipa parecia ter momentos descontraídos com as donzelas de sua corte, gostando de conversar. Era uma mulher culta, que se correspondia com seus parentes na Inglaterra, estabelecendo a prática de registar documentos que haviam sido enviados por ela ou pelo rei.
Para manter a corte da rainha enquanto não lhe doava terras, D. João concedeu-lhe um rendimento originário das rendas da alfândega de Lisboa, estabelecendo também o que as servidoras da rainha receberiam mensalmente. Posteriormente, D. Filipa recebeu os rendimentos das vilas de Alenquer, Sintra, Óbidos, Alvaiázere, Torres Novas e Torres Vedras.
D. Filipa seguiu os hábitos que aprendeu na corte inglesa. Assim, tentou manter a conexão entre Inglaterra e Portugal, influenciando casamentos entre membros das nobrezas dos dois países. Além disso, D. Filipa por várias vezes assumiu o exercício do governo representando o marido, uma vez que ele estava frequentemente ocupado em operações militares. Ainda em 1387, deslocou-se até Monção com alguns conselheiros e homens da corte, aproximando-se de Melgaço, onde estava o monarca, para dar cumprimento a algumas disposições régias. Sempre que pôde, D. Filipa acompanhou o marido, o que seria uma forma de apoiar os seus feitos.

## Descendência

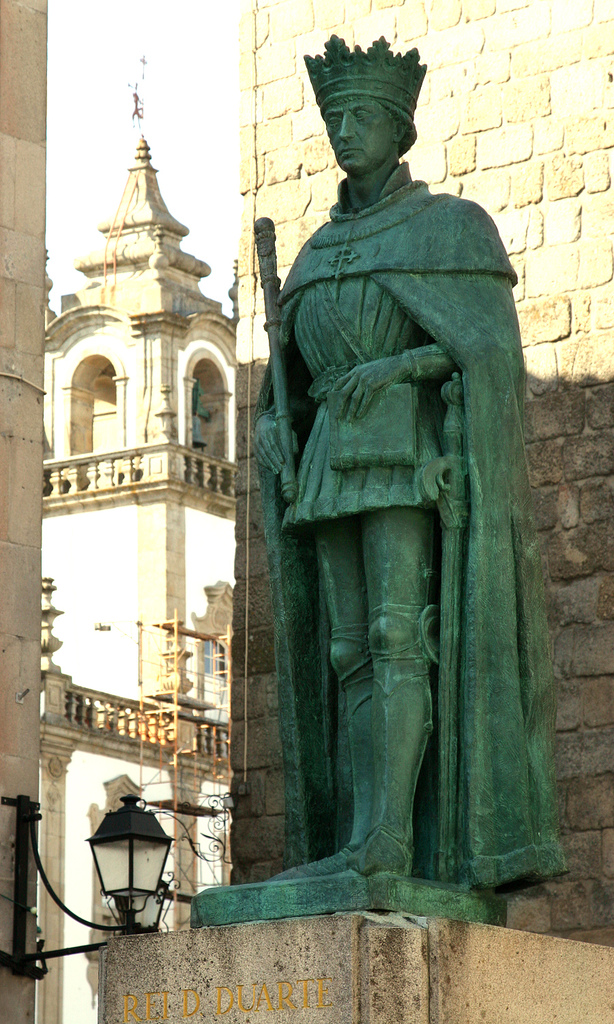
Estátua de D. Duarte, filho de D. Filipa de Lencastre e sucessor do pai D. João I no trono, localizada em Viseu.

D. Filipa correspondeu ao papel esperado da rainha medieval em assegurar a continuidade da linhagem e do património. Tal como seu pai, ela incitou a apreciação pela cultura nos seus filhos, os futuros monarcas. Consequentemente, eles foram figuras que funcionaram como modelos a serem seguidos pela sociedade. Os romances de cavalaria medieval agradavam à rainha. A ênfase em aventuras, virtudes cavaleirescas e valores da espiritualidade cristã contribuíram para moldar a educação dos príncipes pelos ideais expressos nos códigos de cavalaria: justiça e rectidão.
Os nomes dos filhos homenageavam tanto membros da família de D. João I quanto de D. Filipa, o que mostra o respeito dos reis pelos seus antepassados.
Do seu casamento, nasceram:
- Branca de Portugal (13 de julho de 1388 – 6 de março de 1389), que morreu antes de completar um ano de idade. O seu nome honrava a mãe de D. Filipa, Branca de Lencastre.[26] Jaz na Sé de Lisboa.
- Afonso de Portugal (1390 – 1400), que morreu jovem. Recebeu o mesmo nome que D. Afonso I, o rei fundador de Portugal.[26]
- Duarte I de Portugal (1391 – 1438), sucessor do pai no trono português, poeta e escritor. O seu nome homenageava simultaneamente seu bisavô materno, Eduardo III, e o tio-avô Eduardo, o Príncipe Negro.[26]
- Pedro, 1.º Duque de Coimbra (1392 – 1449), que recebeu o nome de seu avô paterno, o rei Pedro I de Portugal. Foi um dos príncipes mais esclarecidos do seu tempo, tendo sido regente durante a menoridade do seu sobrinho, o futuro rei D. Afonso V. Tornou-se cavaleiro da Ordem da Jarreteira, a mesma a que seus pais pertenciam. Morreu na batalha de Alfarrobeira.[26]
- Henrique, Duque de Viseu, O Navegador (1394 – 1460), que recebeu esse nome em homenagem ao bisavô, Henrique de Grosmont, ou ao tio materno, o rei Henrique IV da Inglaterra. Investiu a sua fortuna em investigação relacionada com navegação, náutica e cartografia.[26]
- Isabel (1397 – 1471), que se casou com Filipe III, Duque da Borgonha e entreteve uma corte refinada e erudita nas suas terras. O seu nome homenagearia suas duas linhagens: a paterna, com a rainha Santa Isabel de Portugal e a materna, através da tia Isabel ou da bisavó, Isabel de Beaumont.[26]
- João, Infante de Portugal (1400 – 1442), condestável de Portugal e avô de Isabel de Castela. O seu nome foi escolhido em honra de seu pai e de seu avô, João de Gante.[26]
- Fernando, o Infante Santo (1402 – 1443), que morreu no cativeiro, em Fez. O seu nome foi uma homenagem ao tio paterno, o rei Fernando I de Portugal.[26]

## Morte

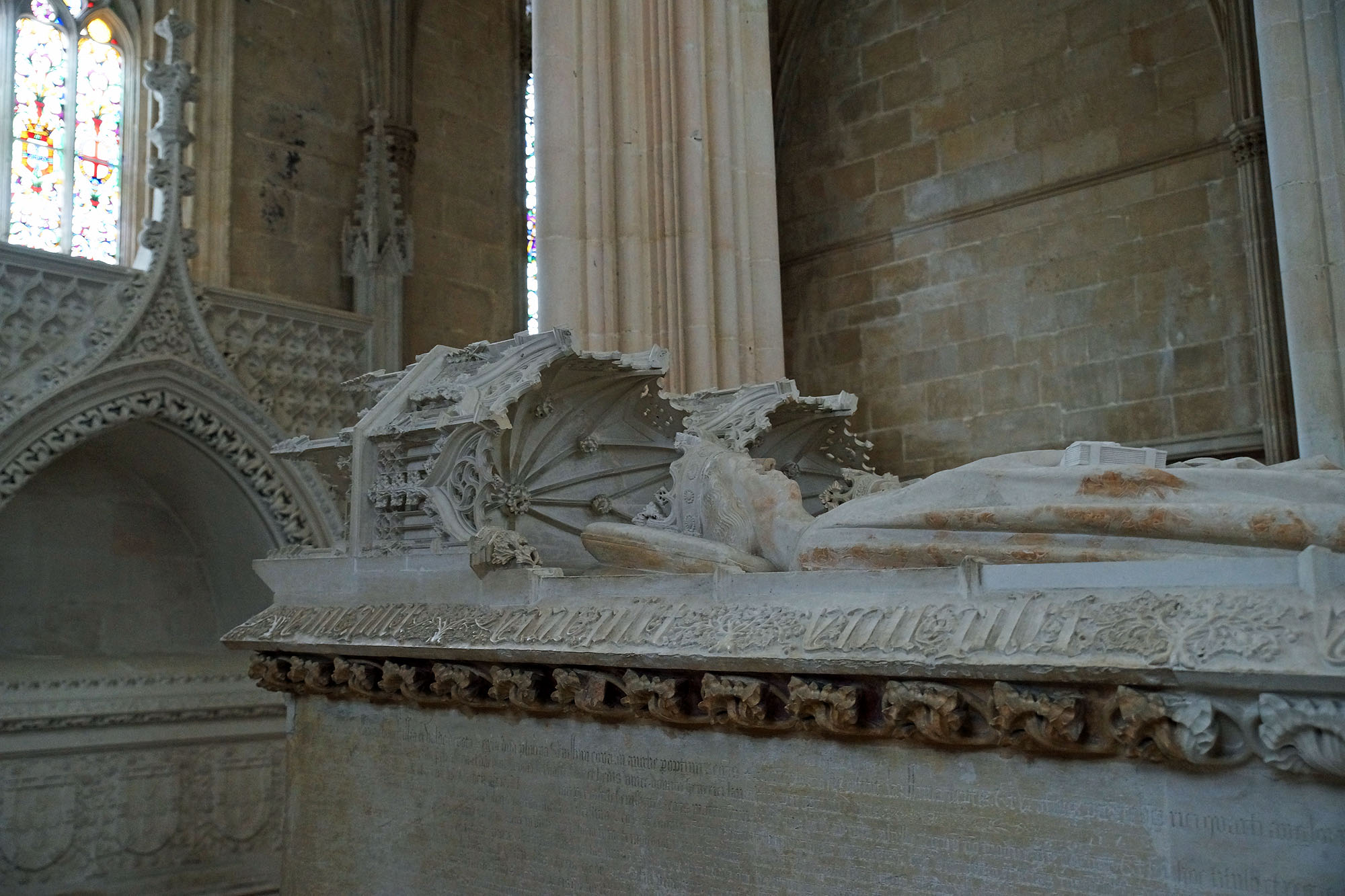
Túmulo de D. Filipa de Lencastre, localizado no Mosteiro de Santa Maria da Vitória, na Batalha.

Desde o início de 1415, a peste bubónica invadia Lisboa e Porto. Os reis refugiaram-se em Sacavém, mas os longos e frequentes jejuns, orações e vigílias da rainha enfraqueciam e debilitavam o seu corpo. Ela dedicava-se espiritualmente ao sucesso na Tomada de Ceuta, empreendimento em que seu marido e seus filhos Henrique, Pedro e Duarte participaram. Contudo, com as constantes entradas e saídas de mensageiros e contactos, a peste acabou por chegar a Sacavém. O rei abrigou-se em Odivelas, mas a rainha preferiu ir depois. Quando chegou, em julho do mesmo ano, já estava doente.
De acordo com a Crónica da Tomada de Ceuta, de Gomes Eanes de Zurara, D. Filipa sentiu a morte aproximar-se, preparando-se para a viagem eterna ao cumprir os ritos da boa morte. Confessou-se, comungou e recebeu a extrema-unção. Quando os clérigos acabaram de rezar, no dia 19 de julho, ela faleceu, no Mosteiro de Odivelas. Inicialmente foi sepultada em Odivelas, onde havia falecido. No ano seguinte, os seus restos mortais seguiram para o Mosteiro de Santa Maria da Vitória, por ordem de seu marido. Mais tarde, o local abrigou túmulos de outros membros da dinastia de Avis, tais como os de seus filhos. Com excepção de D. Duarte, que construiu o seu próprio panteão, a "Ínclita Geração" está sepultada na Capela do Fundador do Mosteiro da Batalha, primeiro panteão régio a ser construído em Portugal.